# Matt Darey
Matthew Jonathan Darey (* 29. November 1968 in Leicester) ist ein britischer Trance-DJ und Musiker.

## Leben
Matt Darey startete seine musikalische Karriere 1992, als er seine erste Produktion veröffentlichte. Erste Erfolge hatte er 1994 mit der Single Point Zero, die unter dem Pseudonym Li Kwan erschien. In den folgenden Jahren produzierte er erfolgreich verschiedene Remixes (u. a. für Kim Wilde, Binary Finary, WestBam und Delerium). Einige seiner Singles erreichten Platzierungen in den UK Top 40. Seine Ex-Freundin Marcella Woods war dabei mehrmals als Gastsängerin vertreten.
Am 13. August 2005 debütierte Darey mit einer Radiosendung Nocturnal auf dem Internetradio-Sender Digitally Imported. Seit April 2006 wird die Sendung wöchentlich ausgestrahlt und umfasst ein einstündiges Liveset von Darey und einen Gastmix in der zweiten Stunde. Mittlerweile wird Nocturnal auf insgesamt 123 Radiosendern weltweit gesendet. Im Mai 2007 startete er zudem einen monatlichen Podcast namens Nocturnal Sunshine.
2008 gründete Matt Darey die Band Urban Astronauts. Das Musikprojekt wird dem neuen Genre Rocktronica zugerechnet, das versucht Rock mit elektronischer Musik zu verbinden.
Darey besitzt ein eigenes Label namens Darey Products, das Produktionen von ihm und aufstrebenden Talenten veröffentlicht. In seiner gesamten Karriere als Musikproduzent hat Darey über zwei Millionen Alben und Singles verkauft.

## Diskografie

### Alben
- 2004: Decade
- 2012: Blossom & Decay

### Singles
- 1994: Li Kwan – Point Zero
- 1997: Lost Tribe – The Distant Voices EP
- 1999: Lost Tribe – Gamemaster
- 1999: Liberation
- 2000: DSP – From Russia with Love
- 2001: Liberation (Fly Like an Angel)
- 2002: Beautiful (mit Marcella Woods)
- 2002: U Shine On/Moody (mit Marcella Woods)
- 2003: Lost Tribe – Gamemaster
- 2004: Lost Tribe – Possessed
- 2003: Electro Buzz
- 2003: Voice of an Angel
- 2004: Nocturnal Delight
- 2005: Liberation 2005
- 2005: Eternity
- 2007: Beautiful Day (mit Antoine und Marcia Juell)
- 2007: Sum of All Fears (mit Tiff Lacey)
- 2008: Animal (mit Urban Astronauts)
- 2009: See the Sun (mit Urban Astronauts und Kate Louise Smith)
- 2010: Broken Flowers (mit Urban Astronauts und Kristy Thirsk)
- 2010: Black Canyon (mit Kate Louise Smith)
- 2010: Back in the Day
- 2010: Chasing the Sun (mit Aeron Aether und Ridgewalkers)
- 2012: Hold Your Breath (mit Leah)
- 2012: Follow You (mit Stan Kolev und Aelyn)

### Kompilationen
- 1999: Ibiza Euphoria
- 2000: Pure Euphoria
- 2002: The Very Best of Euphoria
- 2005: Upfront Trance
- 2005: Ultimate Trance
- 2007: Nocturnal
- 2010: Nocturnal

### Remixe (Auswahl)
- 1995: Kim Wilde – Breakin’ Away
- 1995: Kim Wilde – Heaven
- 1995: Mark Morrison – Lets Get Down
- 1996: Kim Wilde – Shame
- 1997: Erasure – Oh L’Amour
- 1998: Binary Finary – 1998 / 1999
- 1998: Agnelli & Nelson – El Niño
- 1998: Three Drives On A Vinyl – Greece 2000
- 1998: Mike Koglin – The Silence
- 1998: WestBam – Wizards of the Sonic
- 1998: Delerium – Heaven’s Earth
- 1998: Moloko – The Time Is Now
- 1999: ATB – 9 PM (Till I Come)
- 1999: Gabrielle – Rise
- 2000: Tilt – Invisible
- 2000: Nightcrawlers – Never Knew Love
- 2005: Headstrong feat. Tiff Lacey – Close Your Eyes